# 妙行寺 (柏崎市)
妙行寺（みょうぎょうじ）は、新潟県柏崎市西本町にある日蓮宗の寺院。山号は海岸山。旧本山は玉沢妙法華寺、池上・神楽坂法縁。日蓮宗宗門史跡。塔頭として実蔵寺がある。

## 歴史
文永11年（1374年）佐渡流罪を許された立正大師日蓮が寺泊へ向かう途中で暴風に遭い番神に着岸した。ここにあった真言宗寺院の慈福法師（のちの日心）と日蓮が法論し日蓮宗に改宗し海岸山大乗寺とした。慶長2年（1597年）慶長地震で被災し、慶長3年（1598年）法修山妙行寺と合併して海岸山妙行寺と改称し番神から現在地へ移転した。慶応4年（1868年）本堂が戊辰戦争の官軍本陣として使用された。

## 境内
境内には星野藤兵衛や加賀藩士の墓がある。星野藤兵衛は当地の豪商で勤王の士として知られ、北陸戊辰戦争前には柏崎が戦火に巻き込まれないよう尽力し、鯨波戦争後には新政府軍に妙行寺に本陣を置くよう進言したとされる。

## 参考資料
- 日蓮宗寺院大鑑編集委員会『宗祖第七百遠忌記念出版 日蓮宗寺院大鑑』大本山池上本門寺 (1981年)
- 市川智康『日蓮聖人の歩まれた道』水書房